# I feel good (I feel bad)
I feel good (I feel bad) is de debuutsingle van The Lewis & Clarke Expedition. Het is afkomstig van hun album Earth, air, fire and water.
Het countryachtige nummer had vooral succes in Canada en de Verenigde Staten. Het haalde de 64e plaats in de Billboard Hot 100 in vier weken notering. Na deze single verschenen er nog drie: Freedom bird, Why need they pretend? en Daddy’s plastic child. Toen was het over voor de groep. Colgems stak meer geld in The Monkees.
Muziekproducent Jack Keller was eveneens betrokken bij The Monkees en later hits scoren met Neil Sedaka etc.
The Cats coverde het lied I feel good (I feel bad), onder meer voor hun album Cats.